# Emile Agniez
Emile Joseph Agniez (Brussel,  3 juni 1859 – aldaar, 29 mei 1909) was een Belgisch violist.
Hij werd geboren binnen het gezin van levensmiddelenhandelaar Joseph Alphonze Agniez en Reine Desirée Mathieu. Broer Alphonse Louis Agniez was altviolist. Hijzelf huwde Berthe Caroline Oppelt. Emile is de naamgever van de Prijs Agniez (Prix Emile Agniez) voor muziek en poëzie, uit te geven door het Conservatorium van Brussel.
Hij kreeg zijn muzikale opleiding aan het Conservatorium van Brussel en werd virtuoos op de viola d'amore. Er volgden concertreizen door Nederland (zoals Rotterdam 1888) Frankrijk, Rusland en Italië. In 1891 werd hij aangesteld als viooldocent aan het eerdergenoemde conservatorium, een andere docent was toen Eugene Ysaÿe. Hij was toen ook dirigent van het orkest van dat conservatorium (samenspelklas). Hij speelde toen vooral kamermuziek in een kwartet met Gustave Kéfer (piano) en Edouard Jacobs (cello). In 1898 werd hij aangetroffen in Sint Petersburg als leider van de Pavlovskconcerten. Tot zijn leerlingen behoorde ook de toenmalige kroonprinses Elisabeth.
Agniez gaf op 9 november 1890 met zijn conservatoriumorkest de première van Paul Gilsons Alla marcia.
Van zijn hand verscheen een aantal werken:
- La première de Fridolin (opera op een libretto van Léon Docquier en Edmond Coutier (1886)
- Ce nest qu’un reve (comédie léérique)
- Pierrot Trahi (pantomime; in 1894 uitgevoerd in de Fransche Opera in Den Haag))
- L’amour de fee (ballet)
- Zannetta (ballet, 1903; uitgevoerd in Koninklijke Muntschouwburg)
- Patrie (voor koor en orkest)
- Hymne au printemps
- Hymne au progres
- Stabat Mater
- Suite en forme de valse (voor cello en piano; 1893)
- Prelude et andante
- Aubade pour violon avec accompagnement de piano (Breitkopf & Härtel)
- Le moulin
- Suite pour violon avec accompagnement de piano (Breitkopf & Härtel)
- Erinnerungen: In gar lieblichen Träumern (zangstem en piano; Schott, Brussel; 1899)

- MusicBrainz: b0db086a-4f1f-4fb1-9f92-05bb2791f6c6
- Istituto Centrale per il Catalogo Unico: MUSV000493
- Virtual International Authority File: 71152742894427730960